# 易立
易立（1985年11月7日—），前中国男子篮球运动员，效力于江苏南钢，司职小前锋、大前锋。个人技术较为全面，速度、弹跳、灵活性都是上乘，具备一定的突破、投篮能力，但身体过于瘦弱，体重较轻，面对高强度的防守往往难以发挥。
2020年9月21日，易立宣布退役，并转任球队助理教练。

## 经历
易立是2004/05赛季CBA的最佳新人，09/10赛季后渐渐成为江苏南钢主力得分手。在中国国家队他的经历较少，2007年入选了国家二队参加了亚锦赛，2011年第一次进入国家队。
此外，在2008年7月11日-20日，他还代表洛杉矶湖人队征战NBA夏季联赛，但表现一般，未能被湖人队看中。

### 2011年男篮亚锦赛
2011年男篮亚锦赛中表現出色。在武汉体育中心进行的决赛争夺中，东道主中国男篮以70-69战胜约旦男篮，从而以9战全胜的不败战绩赢得本届亚锦赛冠军并获得唯一1张直通2012年伦敦奥运会的入场券，易立拿下10分3个篮板。

### 2012年奥运会
在2012年奥运会比赛中，中国队在小组赛中先后输给西班牙、俄罗斯、澳大利亚、巴西等，小组赛未能出线。